# Boris Goutard
Pas d'image ? Cliquez ici

a Compétitions nationales et continentales officielles uniquement.

Dernière mise à jour le 4 juillet 2025.
Boris Goutard, né le 10 juin 1998, est un joueur français de rugby à XV jouant au poste de demi d'ouverture et d'arrière.

## Carrière

### Formation
Natif du Béarn, Goutard a commencé sa carrière de rugbyman au club de Bénéjacq olympique Entente de la Vallée du Lagoin, où il a été formé et a évolué dans les équipes de jeunes. Après avoir fait ses preuves dans les catégories inférieures et deux saisons en seniors à l'Union Sportive Coarraze Nay, il a été repéré par le club du RC Narbonne, où il a signé son premier contrat professionnel en 2019.

### En club
Arrivé en 2019 à Narbonne, il connaît une ascension rapide. Lors de la saison 2019-2020, il ne dispute que trois matchs, pour sa première saison en Fédérale 1.
Lors de la saison 2020-2021 en Nationale, il est neuf fois titulaire à l'ouverture, inscrivant même la pénalité assurant la montée en Pro D2.
Pour sa première saison professionnelle en saison 2021-2022, Goutard s'installe à l'arrière pour vingt matchs, dont dix-sept titularisations et quatre essais inscrits.
En 2022, il rejoint le club de Perpignan en Top 14, où il arrive à gagner du temps de jeu en équipe première,. Malgré une première saison prometteuse, il est beaucoup moins utilisé lors de son deuxième exercice en Top 14, et n'est pas conservé par le club catalan à l'issue de la saison 2023-2024.
En juin 2024 il trouve un accord avec son ancien du club du RC Narbonne avec qui il s'engage,.